# Mitrephora lanotan
Mitrephora lanotan är en kirimojaväxtart som först beskrevs av Francisco Manuel Blanco, och fick sitt nu gällande namn av Elmer Drew Merrill. Mitrephora lanotan ingår i släktet Mitrephora och familjen kirimojaväxter. IUCN kategoriserar arten globalt som sårbar. Inga underarter finns listade i Catalogue of Life.